# Grigori Wladimirowitsch Domogazki
Grigori Wladimirowitsch Domogazki (russisch Григорий Владимирович Домогацкий, englische Transkription Gregory Domogatsky oder Domogatskii; * 15. Januar 1941; † 17. Dezember 2024) war ein sowjetischer bzw. russischer experimenteller Astro-Teilchenphysiker.

## Werdegang
Domogazki stammte aus einer Künstler-Familie. Sein Großvater Wladimir Domogazki und seine Mutter Olga Artemjewna Domogalskaja (1910–1980) waren Bildhauer. Sein Vater Wladimir Wladimirowitsch (1909–1986), ein Illustrator von Werken Turgenews, und sein Bruder Fjodor Wladimirowitsch (1945–2013), Chefkünstler des Armada-Verlags, u. a. für Belletristik und Fantasyliteratur, waren Grafiker.
Domogazki studierte an der Lomonossow-Universität Moskau mit dem Abschluss 1964 und war dann am Lebedew-Institut. 1980 habilitierte er (russischer Doktortitel) über Neutrinoentstehung in Sternen bei Gravitationskollaps (siehe Supernova).
In den 1970er Jahren war er mit Georgi Timofejewitsch Sazepin am Aufbau des Baksan-Neutrinoteleskops im Kaukasus beteiligt. Mit Sazepin schlug er 1965 vor, dass der Gravitationskollaps von Sternen über die Neutrinosignale beobachtbar sei. Später zeigte er, dass die dabei freigesetzten Neutrinos auch beim Aufbau von Isotopen (Li 7, Be 8, B 11) im kollabierenden Stern eine Rolle spielen und diese Prozesse damit eine wichtige Rolle in der Nukleosynthese im Kosmos.
Er war Sprecher des Neutrinoexperiments im Baikalsee (NT-200) und seit 1980 Leiter des Labors für Hochenergie-Neutrino-Astrophysik des Instituts für Kernforschung (INR) der Russischen Akademie der Wissenschaften. Das Baikal-Teleskop geht auf eine Idee von Moissei Alexandrowitsch Markow zurück, ist ein deutsch-russisches Gemeinschaftsprojekt und wurde in ersten Teilen 1993 installiert. 3,6 km vom Ufer werden an Bojen und am Seegrund befestigte Ketten von in der Endstufe von NT-200 insgesamt rund 200 optischen Modulen (Photomultiplier für Tscherenkow-Strahlung) in 1100 m Tiefe installiert. Der Baikalsee hat den Vorteil, dass er besonders tief ist, besonders klares Wasser hat und die Geräte im Winter auf dem zugefrorenen See gewartet werden können. Die Technik für Unterwasser-Neutrinoteleskope wurde hier in den 1980er Jahren und im US-amerikanischen Dumand Projekt (erste Tests ab 1976 an der Pazifikküste, aber 1995 eingestellt) entwickelt und später auch im Mittelmeer (Nestor, Antares) und in der Antarktis (Amanda und dessen Nachfolger IceCube im Eis) angewandt. Es dient auch über die Neutrinosignale der Suche nach WIMPs und Kandidaten Dunkler Materie.
2006 erhielt Domogazki für das Baikal-Experiment mit Christian Spiering den Markow-Preis. 2014 erhielt er den Bruno-Pontecorvo-Preis. Er war seit 2008 korrespondierendes Mitglied der Russischen Akademie der Wissenschaften. Er leitete den Rat im Bereich Neutrinophysik der Russischen Akademie der Wissenschaften. Er starb im Dezember 2024 knapp einen Monat vor seinem 84. Geburtstag.